# Sparatoria del bus di Be'er Sheva
Il 18 ottobre 2015, un attentatore armato sparò e uccise il soldato israeliano di 19 anni Omri Levy in una stazione degli autobus a Be'er Sheva, in Israele. Dopo aver ucciso il soldato, prese il suo fucile automatico e sparò sulla folla. Quando comparvero altri agenti di sicurezza, l'uomo armato fuggì, ma fu ucciso dal personale di sicurezza.
Haftom Zarhum, un richiedente asilo eritreo di 29 anni, fu scambiato per un secondo aggressore. Fu colpito 8 volte dalla polizia e fu preso a calci e picchiato da 4 israeliani mentre giaceva ferito, mentre i passanti gli urlavano insulti.
Almeno 11 persone, tra cui Zarhum, morto per le ferite riportate poche ore dopo, e 4 agenti di polizia, vennero ricoverate in ospedale.
L'attentatore armato fu il primo beduino israeliano ad essere coinvolto in un attacco contro gli israeliani.
In risposta al linciaggio, il primo ministro israeliano Benjamin Netanyahu avvertì che i cittadini non dovrebbero farsi giustizia da soli.